# 安东尼奥·内尔森
安东尼奥·内尔森·马蒂亚斯（1976年5月23日—），墨西哥已退役足球运动员，司职中场，曾效力于墨西哥聯賽球會托盧卡。

## 生平
安東尼奧內爾森出生於巴西大城市聖保羅，並於巴西低組別球會展開其球員生涯，屬不折不扣的巴西人。1998年他轉赴墨西哥加盟當地聯賽，再於1999年加盟現時效力的托盧卡。在這段期間他取得了墨西哥國籍，終而於2004年入選墨西哥國家隊出戰當屆的2004年雅典奧運。
他其後多次為國家隊出戰大賽，如2005年洲際國家杯他為國家隊贏得第四名。2006年世界杯他再於對伊朗一役中取得入球，贏伊朗3-1。而他的入球則乃墨西哥國家隊第一位外國人在世界杯取得入球。

## 外部連結
- 安東尼奧內爾森統計數據（页面存档备份，存于）